# ADS 48
Désignations
ADS 48 est une étoile multiple de la constellation d'Andromède composée de 7 étoiles. Les composants, dans l'ordre de A à G, ont des magnitudes apparentes de 8,826, 8,995, 13,30, 12,53, 11,68, 9,949 et 13,00.
ADS 48 A et ADS 48 B sont en orbite l'un autour de l'autre tandis qu'ADS 48 F est un compagnon avec un mouvement propre commun non lié gravitationnellement à la paire. Les autres sont des étoiles d'arrière-plan non associées, et le composant C pourrait-être elle-même une étoile double. Il a également été proposé l'existence d'un compagnon invisible de 0,05 M☉.